# Canthaxanthin
Canthaxanthin (E 161g) ist ein roter Farbstoff aus der Gruppe der Xanthophylle (Carotinoide), der in Krabben, Flamingofedern und Pfifferlingen sichtbar wird und heute technisch hergestellt wird.

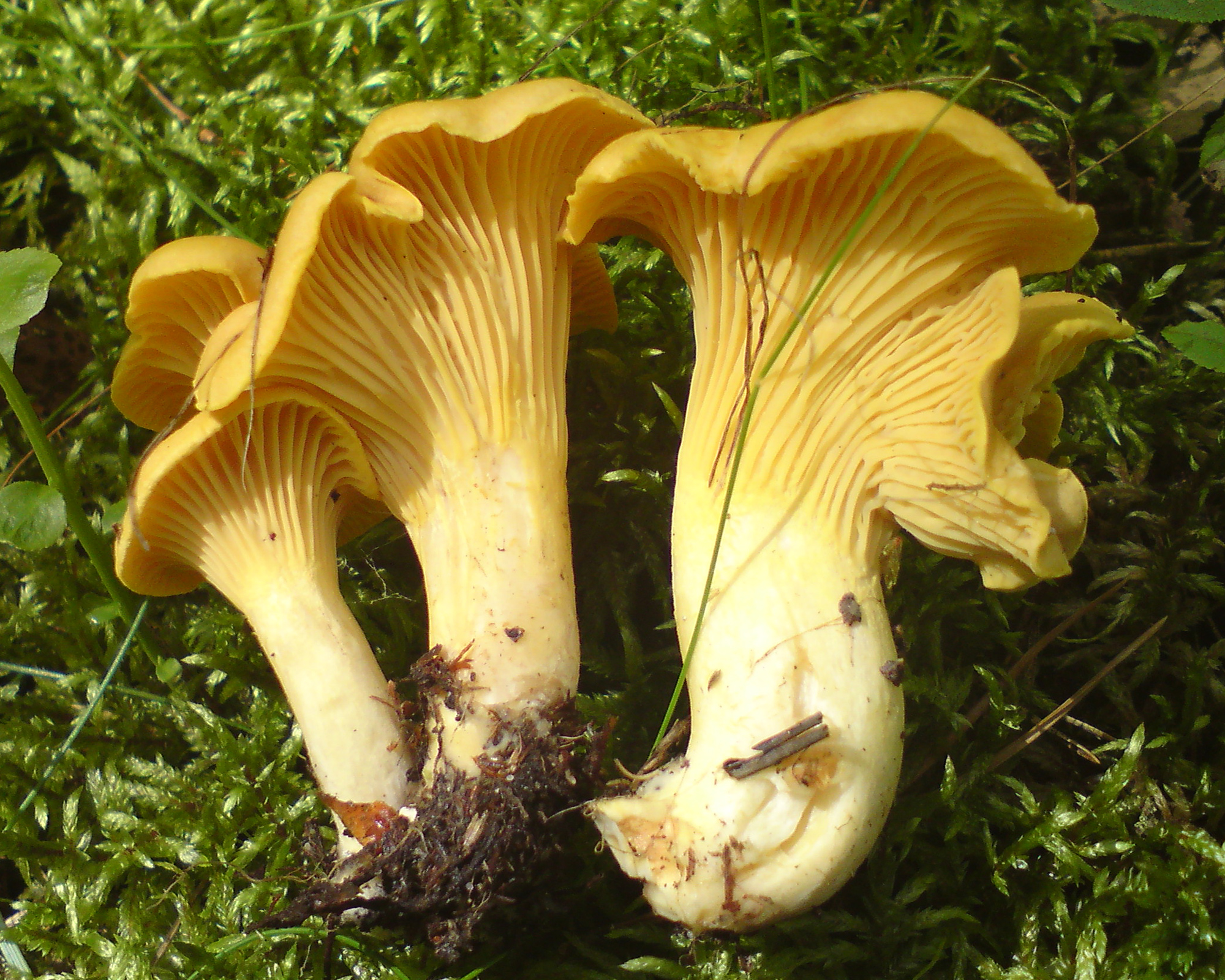
Pfifferling (Cantharellus cibarius)

Canthaxanthin ist eines der Hauptcarotinoide in der menschlichen Ernährung sowie im Humanplasma.

## Physiologie
Canthaxanthin wird im Gegensatz zu einigen anderen Carotinoiden im Körper nicht in Vitamin A umgewandelt und setzt sich im Körper in den Augen ab.

## Verwendung
Er wird beispielsweise zur Färbung von Lachsforellen an diese verfüttert, ist aber vielfach auch Futtermitteln für Geflügel beigesetzt, um Haut und Eidotter eine rötlichere Farbe zu geben.
Hautbräunungspillen, die Canthaxanthin als Wirkstoff enthalten, wurden von den Pharmaunternehmen zurückgerufen, da laut dem Bundesgesundheitsamt Ablagerungen in der Netzhaut befürchtet wurden. Inzwischen zeigte eine Langzeitstudie, dass der Konsum von Canthaxanthin keine funktionelle Langzeitschädigung verursacht.